# Swiss Indoors 2004
Lo Swiss Indoors 2004, noto anche come Davidoff Swiss Indoors per motivi di sponsorizzazione, è stato un torneo di tennis giocato sul cemento indoor.
È stata la 35ª edizione dell'evento e faceva parte delle International Series nell'ambito dell'ATP Tour 2004. Il torneo si è giocato alla St. Jakobshalle di Basilea, in Svizzera, dal 25 al 31 ottobre 2004.

## Campioni

### Singolare
Jiří Novák ha battuto in finale  David Nalbandian con il punteggio di 5–7, 6–3, 6–4, 1–6, 6–2

### Doppio
Bob Bryan /  Mike Bryan hanno battuto in finale  Lucas Arnold Ker /  Mariano Hood con il punteggio di 7–6, 6–2